# Francia en los Juegos Olímpicos de Los Ángeles 1932
Francia estuvo representada en los Juegos Olímpicos de Los Ángeles 1932 por un total de 103 deportistas que compitieron en 13 deportes.  
El portador de la bandera en la ceremonia de apertura fue el atleta Jules Noël.

## Medallistas
El equipo olímpico francés obtuvo las siguientes medallas:
| Nombre                                                                                         | Deporte            | Competición             |
| ---------------------------------------------------------------------------------------------- | ------------------ | ----------------------- |
| Oro                                                                                            |                    |                         |
| Louis Chaillot Maurice Perrin                                                                  | Ciclismo en pista  | Tándem M                |
| René Bondoux René Bougnol Philippe Cattiau Edward Gardère René Lemoine Jean Piot               | Esgrima            | Florete por eqs. M      |
| Georges Buchard Philippe Cattiau Fernand Jourdant Jean Piot Bernard Schmetz Georges Tainturier | Esgrima            | Espada por eqs. M       |
| Raymond Suvigny                                                                                | Halterofilia       | 60 kg M                 |
| René Duverger                                                                                  | Halterofilia       | 67,5 kg M               |
| Louis Hostin                                                                                   | Halterofilia       | 82,5 kg M               |
| Xavier Lesage (Taine)                                                                          | Hípica             | Doma ind.               |
| Xavier Lesage (Taine) Charles Marion (Linon) André Jousseaume (Sorelta)                        | Hípica             | Doma por eqs.           |
| Charles Pacôme                                                                                 | Lucha libre        | 66 kg M                 |
| Jacques Lebrun                                                                                 | Vela               | Snowbird M              |
| Plata                                                                                          |                    |                         |
| Louis Chaillot                                                                                 | Ciclismo en pista  | Velocidad ind. M        |
| Paul Chocque Amédée Fournier René Le Grevès Henri Mouillefarine                                | Ciclismo en pista  | Persecución por eqs. M  |
| Georges Buchard                                                                                | Esgrima            | Espada ind. M           |
| Charles Marion (Linon)                                                                         | Hípica             | Doma ind.               |
| Jean Taris                                                                                     | Natación           | 400 m libre M           |
| Bronce                                                                                         |                    |                         |
| Paul Winter                                                                                    | Atletismo          | Disco M                 |
| Charles Rampelberg                                                                             | Ciclismo en pista  | 1000 m contrarreloj M   |
| Louis François                                                                                 | Lucha grecorromana | 56 kg M                 |
| Anselme Brusa André Giriat Pierre Brunet                                                       | Remo               | Dos con timonel (M2-) M |